# David Young, Baron Young of Graffham

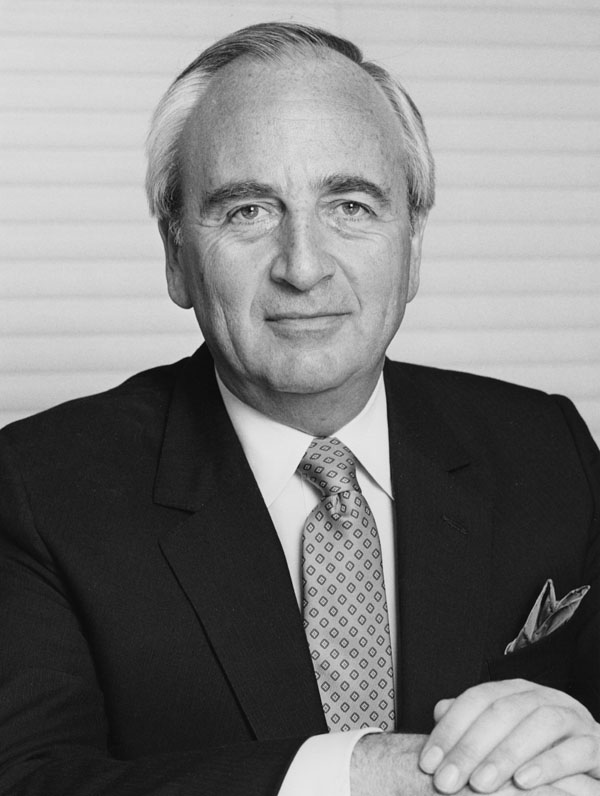
David Young, Baron Young of Graffham (2010)

David Ivor Young, Baron Young of Graffham CH, PC, DL (* 27. Februar 1932; † 8. Dezember 2022) war ein britischer Geschäftsmann, Politiker der Conservative Party und Life Peer.

## Karriere
David Young war vom 11. September 1984 bis 2. September 1985 Minister ohne Geschäftsbereich und vom 2. September 1985 bis 13. Juni 1987 Arbeitsminister (Secretary of State for Employment) in der Regierung von Margaret Thatcher. Danach war er bis zum 24. Juli 1989 Secretary of State for Business, Enterprise and Regulatory Reform. 1990 erschienen seinen Memoiren The Enterprise Years. Am 10. August 1984 wurde er als Baron Young of Graffham, of Graffham in the County of West Sussex, zum Life Peer erhoben und war dadurch seither Mitglied des House of Lords.
Young war bekannt dafür, keine finanziellen Vergütungen (salary) für seine politischen Positionen anzunehmen.